# 玉子丼

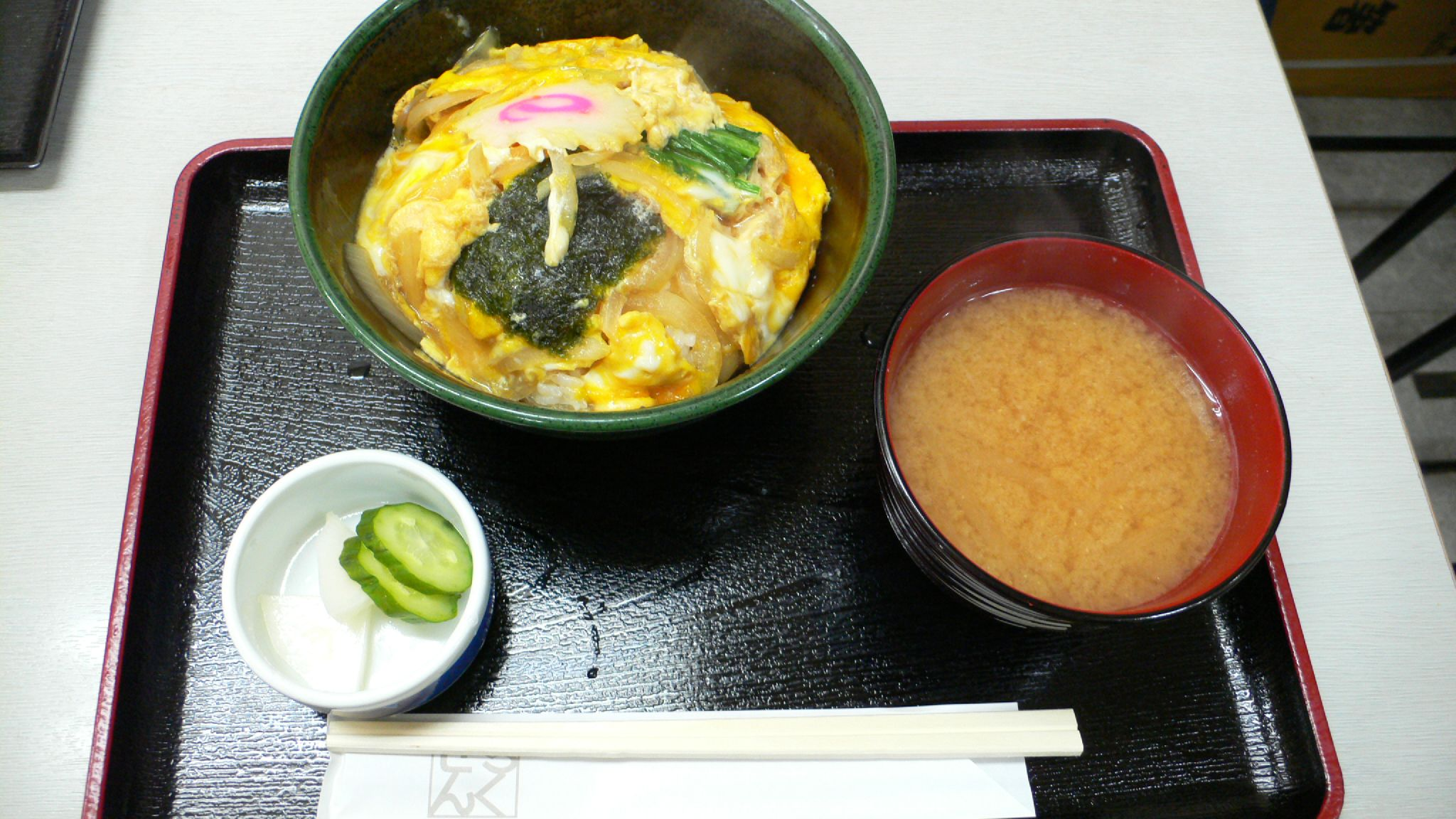
玉子丼

玉子丼もしくは卵丼（たまごどんぶり）は、ネギ、タマネギ、ミツバ、シイタケなどの繊切りを、砂糖、醤油、みりん、出汁などで煮て、鶏卵を流し込んでとじたものを飯の上に乗せた料理。玉丼（たまどん、ぎょくどん）とも呼ばれる。具材が少ないため、蕎麦屋や定食屋では最も安価に提供される丼物のひとつである。